# BS勝ち抜き歌謡選手権
『BS勝ち抜き歌謡選手権』（ビーエス・かちぬきかようせんしゅけん）は1992年10月から1995年3月まで、NHK衛星第2テレビジョンで随時公開生放送された視聴者参加音楽番組である。
1995年4月から1996年3月にはこのスタンスをそのまま生かして「BS歌謡塾あなたが一番」（ビーエス・かようじゅく あなたがいちばん）が放送された。

## 概要
同番組は、1984年4月から1986年3月に総合テレビジョンで土曜日に生放送された『勝ち抜き歌謡天国』という同趣旨の番組のリニューアルバージョンである。
1992年度は、コンプレックス形式で生放送された『BS土曜歌謡局』（19:30-22:00）の第1部として放送された。1993年からは独立した番組となり、同年度は月1回、1994年度からは毎週の放送となった。
毎回、全国各地のNHK公開スタジオや音楽ホールなどで、各地の歌に自信のある素人5－6組程度が出場し、それぞれにプロの音楽家がチームを組み、歌唱指導をしながら歌を披露してもらい、最終的に審査を行ってその地域の最優秀者を決定するというスタンスだった。さらにその優秀者の中からNHKホールでのグランドチャンピオン大会に出場する参加者を決めていた。
また1995年度はこの番組発の地元のご当地ソングを披露するコーナーがあった。
この番組の最優秀受賞者の中には、あさみちゆき、永井裕子、小桜舞子ら、のちにプロ歌手となった人もいる。

## 放送時間帯
- 1992年度後期：BS土曜歌謡局第1部として毎週土曜日概ね19:30-20:30
- 1993年度前期：月1回ペースで原則として最終土曜日20:15-21:55
- 1993年度後期：同様に原則として最終土曜日16:00-17:40
- 1994・1995年度：毎週土曜日12:15-13:30（但し、大相撲本場所や高校野球期間中などの休止日があった）

## 出演

### 司会進行
- 井上順
- 味方恵子（1992・93年度）
- 上田早苗（1994・95年度前期）
- 黒崎めぐみ（1995年度後期）

### 審査・指導
- 市川昭介
- 猪俣公章
- 宮川泰
- 星野哲郎
- 平尾昌晃
- 中村泰士
- 曽根幸明ら